# Cuniperto
Cuniperto, conosciuto anche come Cuniperto il Pio o Cunimperto o Cuniberto (660 circa – Pavia?, 700), è stato re dei Longobardi e re d'Italia dal 688 al 700.

## L'associazione al trono
Cuniperto nacque (forse a Pavia, forse a Milano) intorno al 660: quando nel 662 suo padre Pertarito fuggì presso gli Avari perché insidiato da Grimoaldo, infatti, Cuniperto era molto piccolo, secondo quanto riferito da Paolo Diacono (Historia Langobardorum, IV, 51).
Associato al trono dal padre Pertarito, reinsediato, nel 680, fin dai primi anni di coreggenza esercitò un notevole influsso sulla politica del regno. Nel 680-681 sottoscrisse insieme al padre il trattato di pace con l'Impero bizantino che, in cambio della rinuncia a ulteriori espansioni territoriali, sanciva il riconoscimento formale del dominio longobardo da parte di Bisanzio.
La cooptazione al trono fu probabilmente la miccia che fece divampare la rivolta dei duchi delle regioni nord-orientali del regno (Austria, secondo la denominazione del tempo), che opponevano le istanze guerriere e religiose di una parte ancora consistente dei Longobardi (pagani, ariani o aderenti allo Scisma tricapitolino) alla politica dinastica, filo-cattolica e di pacificazione portata avanti dalla dinastia Bavarese incarnata da Pertarito e Cuniperto. La rivolta fu guidata dal duca di Trento Alachis, amico di Cuniperto; proprio in virtù del loro legame, il coreggente riuscì a ottenere una provvisoria riappacificazione, dopo che il ribelle aveva ricacciato tanto l'attacco degli alleati Bavari di Pertarito, quanto un assedio condotto dallo stesso sovrano. Prezzo dell'accordo fu la cessione ad Alachis del Ducato di Brescia.

## Il regno

### Le ribellioni
Subentrato al padre nel 688, subito dovette affrontare una nuova ribellione di Alachis che, in quello stesso anno, riuscì a scacciare il re dalla capitale Pavia e a costringerlo a rifugiarsi sull'Isola Comacina. Nel 689, grazie al sostegno della popolazione e del clero cattolici, fu in grado di allestire un esercito con il quale affrontò l'usurpatore nella battaglia di Coronate, lungo l'Adda che segnava il confine tra Austria e Neustria. La battaglia, nella quale Alachis cadde, si concluse con la vittoria del legittimo sovrano.

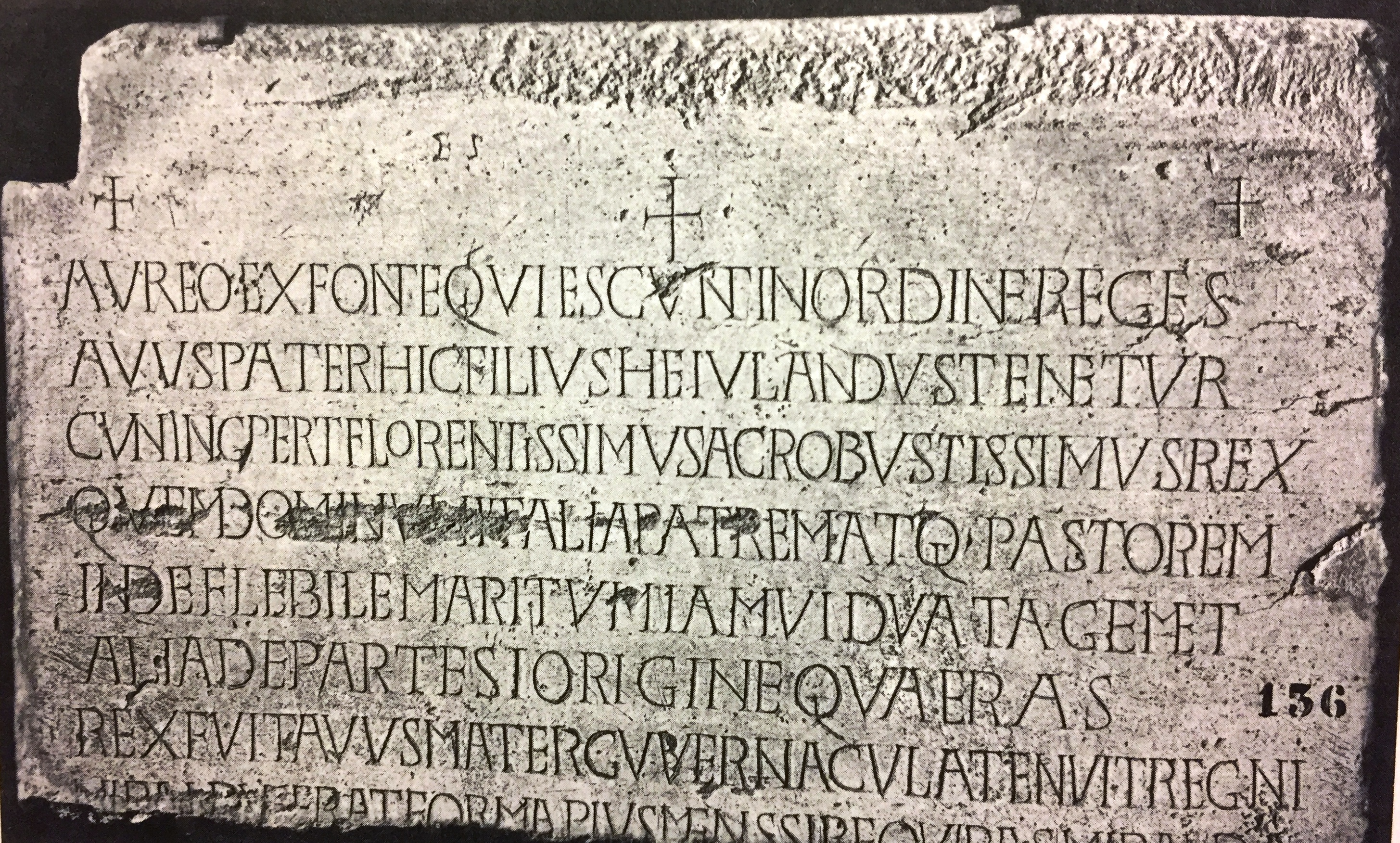
Lastra tombale di re Cuniperto, dalla monastero di San Salvatore a Pavia, ora nei Musei Civici di Pavia.

Pochi anni dopo, sempre in Austria, scoppiò una nuova ribellione. A guidarla fu il comandante della fortificazione di Ragogna, presso Udine, Ansfrido. Dopo aver usurpato il trono del ducato del Friuli, retto da Rodoaldo, il ribelle tentò di occupare anche quello di Pavia ma, nel 698, Cuniperto riuscì a prenderlo prigioniero a Verona e a condannarlo all'accecamento e all'esilio. Al suo posto insediò un fratello di Rodoaldo a lui fedele, Adone, ottenendo la pacificazione dell'Austria.

### La politica religiosa
Cuniperto continuò la politica filocattolica della dinastia Bavarese, fondando alcuni monasteri e pose fine allo scisma tricapitolino convocando (d'intesa con papa Sergio I) a Pavia un sinodo che, nel 698, sancì il ritorno all'obbedienza romana delle ultime roccaforti ribelli (Como e alcune diocesi suffraganee di Aquileia).

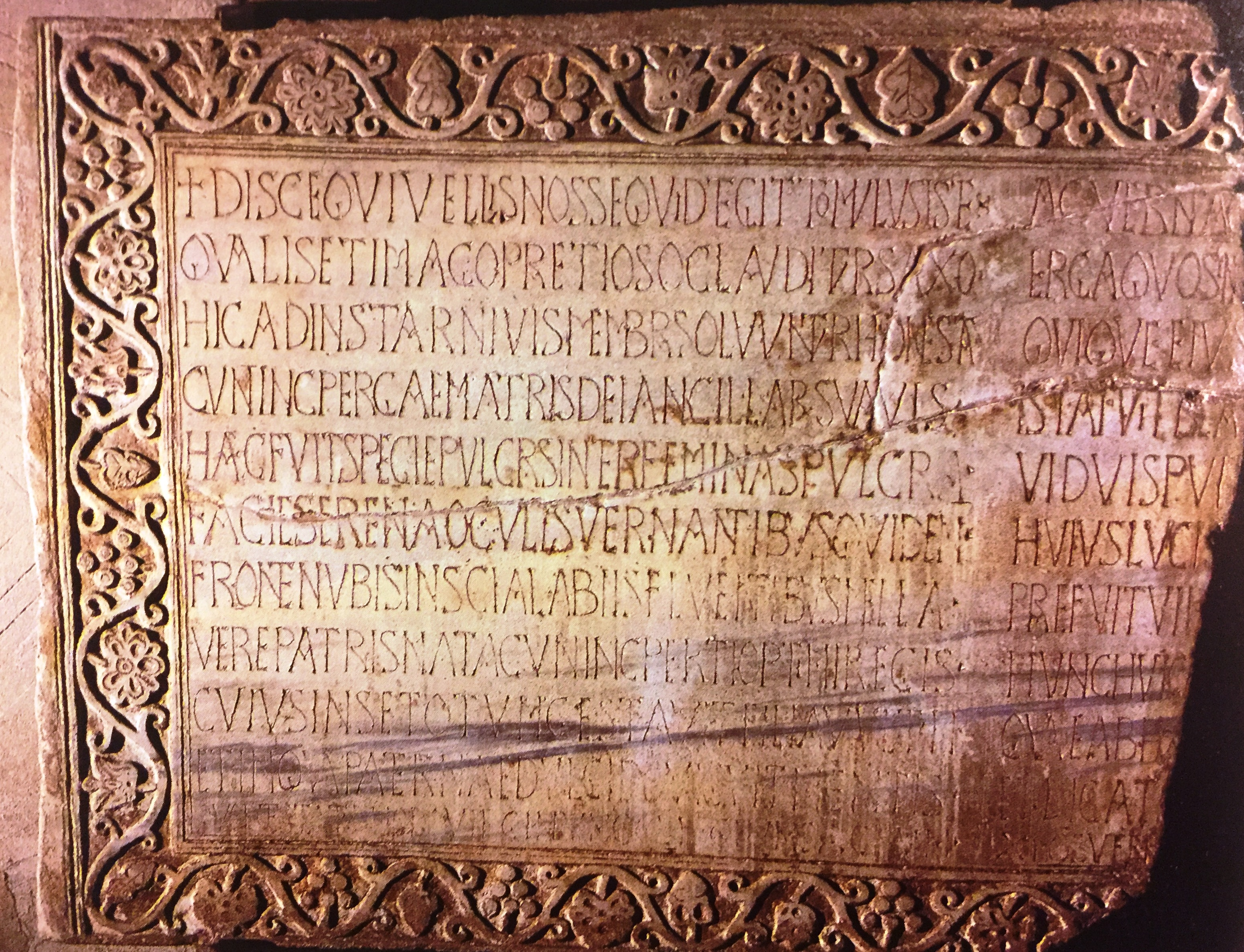
Lastra tombale di Cuniperga, figlia del re Cuniperto, dal Monastero di Sant'Agata al Monte di Pavia, ora nei Musei Civici di Pavia.

Durante il regno di Cuniperto si completò la conversione dei Longobardi al cattolicesimo, salvo elementi isolati, e quindi crebbe la coesione del regno (anche se i ducati centro-meridionali riguadagnarono parte della loro autonomia, che Grimoaldo aveva limitato). Morì nel 700 rimpianto dal suo popolo, che ne aveva amato lo spirito guerriero. Venne sepolto nella chiesa di San Salvatore, stessa chiesa in cui era stato sepolto suo padre e il nonno.